# Setge de Cirta
El Setge de Cirta fou un conflicte entre el Regne de Numídia Occidental i el Regne de Numídia Oriental.

## Antecedents

Numidia, en verd

El 213 aC Gayya es va aliar a Cartago durant la Segona Guerra Púnica i va declarar la guerra al rei Sifax dels massesils, aliats de la República de Roma. Sifax fou derrotat i es va refugiar a Mauritània i Massinissa va ocupar els seus dominis, i després va canviar de bàndol, aliant-se amb els romans. Amb la victòria en contra Cartago, Roma va obtenir grans extensions territorials en Àfrica, que van consolidar en els segles posteriors, i bona part d'ell havia estat concedit al regne de Numídia, un regne de la costa nord-africana governat per Massinissa que s'aproximava a l'actual territori d'Algèria en pagament per la seva ajuda militar del passat. A la mort de Micipsa a punt de morir va repartir el regne entre els seus dos fills Adhèrbal i Hiempsal I amb el nebot Jugurta per regnar en conjunt (118 aC). Això va provocar conflictes entre els tres reis, especialment motivats per l'ambiciós Jugurta, que tractava d'unificar els territoris, matant Hiempsal I en 112 aC i envaint el regne del seu cosí.
Cirta estava fortament defensada i situada en un turó, amb el riu Ampsaga envoltant la seva base. La ciutat tenia una minoria romana important, majoritàriament comerciants d'alguna posició i les seves famílies; aquests es van unir a la resta de la població en la tripulació de les muralles i la defensa de la ciutat.

## El setge
Cirta va poder resistir durant molt de temps contra l'exèrcit assetjador. Adhèrbal va enviar missatgers a Roma per notificar la invasió, i es va enviar una comissió de deu romans sense experiència per negociar amb Jugurta, que els va despatxar, al·legant que Adhèrbal havia intentat enverinar-lo, i van tornar a Roma sense resultat. El Senat va enviar una diputació més gran encapçalada per Marc Emili Escaure, un dels polítics romans més prestigiosos i influents, per amenaçar Jugurta amb la submissió. Després d'un furiós però infructuós intent de prendre les muralles de Cirta abans de l'arribada d'aquest grup, Jugurta va anar a rebre la delegació a Útica, on va tenir lloc una llarga però poc concloent negociació, en la qual Jugurta va fer un gran esforç per allargar les discussions amb vagues protestes, sense fer cap concessió. La comissió d'Escaure va tornar a Roma sense aconseguir res. En això Adhèrbal, que s'havia quedat sense provisions, va decidir capitular. Els romans dins les muralles van acceptar, comptant amb la seva immunitat com a ciutadans romans. Adhèrbal va ser executat per lenta tortura, i tots els homes que s'havien unit a la defensa de la ciutat, romans o africans, van ser executats.

## Conseqüències
La població romana es va indignar davant l'abandonament d'un aliat lleial i valuós i la mort de ciutadans romans, i la creença general que Marc Emili Escaure i el seu seguici havia acceptat els suborns de Jugurta com havien fet les anteriors comissions romanes. El Senat romà va intentar reprimir l'enrenou; però Gai Memmi, tribú electe per l'any següent, va declarar la seva intenció de destituir els senadors sospitosos de corrupció. Posteriorment, el Senat va declarar la guerra, iniciant la Guerra de Jugurta. Malgrat els contratemps romans inicials, Jugurta va ser finalment derrotat pels hàbils generals Quint Cecili Metel Numídic i Gai Mari, l'últim dels quals va capturar Jugurta i el va portar a Roma per morir encadenat a Tullianum. Gai Mari va rebre la província de Numídia, on va restar dos anys com a procònsol i va pacificar el país.